# Pauletta Foppa
Pauletta Sorea Foppa (ur. 22 grudnia 2000 r. w Amilly) – francuska piłkarka ręczna, reprezentantka kraju, zawodniczka Brest Bretagne Handball, występująca na pozycji obrotowej.
W 2018 roku na mistrzostwach Europy we Francji zdobyła złoty medal, wygrywając z reprezentacją Rosji.

## Sukcesy reprezentacyjne
- Mistrzostwa Europy:
  -  2018

## Odznaczenia
- Chevalier Orderu Legii Honorowej – 2021[2]